# Australothis aresca
Australothis aresca là một loài bướm đêm trong họ Noctuidae.